# Mito narrativo
Narração identitária em que as personagens são geralmente deuses ou outros seres sobrenaturais cujos feitos fazem parte da cosmovisão de uma determinada comunidade. Segundo Manuel Antunes, na sua Teoria da Cultura, o mito pode ser entendido como uma história de fundo lendário, em que determinada sociedade ou grupo faz assentar as suas concepções do mundo e da vida, os seus sentimentos, os seus usos e costumes, as suas instituições. 
Alexandre Parafita reforça esta teoria reconhecendo que os mitos, enquanto narrações identitárias, são alegorias reinventadas pelos povos para perpetuarem as suas verdades e os seus conhecimentos, expressando e justificando princípios, referências históricas e geográficas, conceitos morais, filosóficos, ou teológicos.
Para este etnólogo, que estuda os mitos populares portugueses no seu contexto de uso, é frequente o mito ser confundido com a lenda, devendo fazer-se a distinção com base na ritualização presente ou passada das narrações. Isto porque só há mito onde há rito. “A lenda não se ritualiza. Se tal acontece, então não é lenda, é mito. O rito ilustra-o e dá-lhe sentido. Através das repetições rituais, o mito materializa-se e as comunidades ganham a noção de pertença a um tempo cósmico que permanece por cumprir. Um tempo que, do passado longínquo, traz uma seiva identitária para dar vida e sentido ao presente e ao futuro (in PARAFITA, A – A Mitologia dos Mouros, 2006).